# Чере
Чере (таб. Чӏири, ЧIере.) — село в Хивском районе Дагестана. Входит в состав муниципального образования «Сельсовет Межгюльский». Население по данным переписи 2010 г. составляет 313 чел.

## География
Чере расположено на границе трех районов: Хивского, Сулейман-Стальского и Табасаранского.

Ближайшие соседи села: на севере —  Ничрас Табасаранского района, на западе — сёла Межгюль и Зильдик Хивского района, с юга — селение Зизик Сулейман-Стальского района и с востока — совхоз «Табасаранский» Табасаранского района.

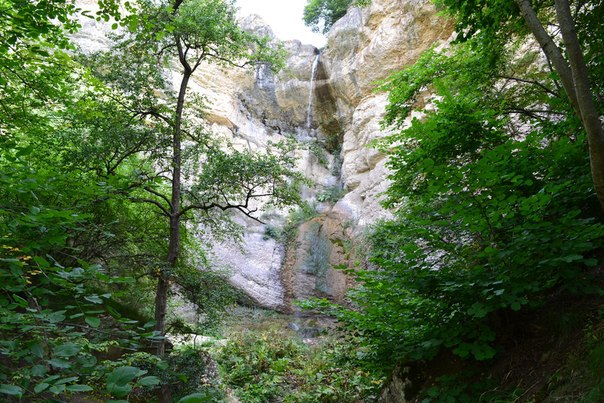
Водопад у окрестностей с. Чере

Расположение: Хивский р-н, около долины Раси дере — на восток.
Расстояние: Хив — Ашага-Ярак — Зильдик — Чере — 29 км.

## История
Точную дату образования села определить сложно, но однозначно можно сказать, что оно имеет богатую, многовековую историю.
Известно также, что ещё в XVI веке село имело другое название — Джараг. В 1570-х гг. сюда была перенесена резиденция членов майсумского дома в Табасаране ввиду вспыхнувшей междоусобицы. Таким образом, на протяжении определённого исторического периода село фактически являлось «столицей» Табасарана.
В результате вспыхнувшего в Табасаране антифеодального восстания 1631 г. и последовавшего свержения правителя (майсума) Хусейна был избран новый правитель майсум Герейхан, уроженец этого села.

## Население
| \| 1895[4] \| 1926[5] \| 1939[6] \| 1959[7] \| 1970[7] \| 1989[8] \| 2002[9] \| \| -------- \| -------- \| ------- \| ------- \| ------- \| ------- \| ------- \| \| 703 \| ↗841 \| ↘836 \| ↗853 \| ↘311 \| ↘252 \| ↘247 \| \| 2010[10] \| 2021[11] \| \| \| \| \| \| \| ↗313 \| ↘298 \| \| \| \| \| \| 100 200 300 400 500 600 700 800 900 1959 2021 |      |      |      |      |      |      |
| 1895 | 1926 | 1939 | 1959 | 1970 | 1989 | 2002 |
| 703 | ↗841 | ↘836 | ↗853 | ↘311 | ↘252 | ↘247 |
| 2010 | 2021 |      |      |      |      |      |
| ↗313 | ↘298 |      |      |      |      |      |

Численность населения села резко уменьшилась после разрушительного землетрясения, произошедшего 20 апреля 1966 года. Многие дома были разрушены и большая часть жителей села переехала в другие города и села Дагестана.

## Тухумы
Жабха, Дашар, Аьрхяр, Мурадхнар, Аьлимирзиндар, СикI Уьмрар, Мягьяр, Ханмирзйир, Аьлимягьямаддиндар, Гурхйир, Бакьчар, Абумислимар, Ферзялдиндар, Керимдиндар, Айдемириндар, Ккадашар, Рашиддиндар, Хайирбегар, Недючер, Тахмез, Шагьламазар.

## Известные уроженцы

### Революционеры
- Аллахверди Акимов — дагестанский абрек конца XIX — нач. ХХ в., командующий повстанческими силами Дербентского направления.
- Акимов Бегляр — революционер, племянник Аллахверди Акимова. Бегляр Акимов находился в рядах табасаранских партизан, храбро сражавшихся против армии Бичерахова. Он прославился как герой гражданской войны в период борьбы народов Дагестана против белогвардейской армии Деникина.[14][15]

### Участники ВОВ
- Самурханов Казихан — участник ВОВ, награждён орденом Александра Невского, орденом Красной Звезды, медалями — «За оборону Сталинграда», «За оборону Кавказа», «За Победу над Германией». О его подвигах писали фронтовые газеты, печатались статьи в «Дагестанской правде», в 26 лет его назначили помощником прокурора ДАССР, бывший прокурор Агульского района.[16]
  - Исабеков Рамазан — красноармеец, стрелок первой роты, 1287 стрелкового полка, 110 стрелковой дивизии 50 армии, 2 Белорусского фронта. В 1942 году добровольно ушел на фронт. Первое ранение получил 3 декабря 1943 г. при форсировании р. Днепр, второе ранение — 21 февраля 1944 г также получил на Днепре. Третье ранение получил 6 августа 1944 г. под Белостоком (Польша), четвертый раз был ранен 18.02.1945 г. в восточной Пруссии (Германия). В обшей сложности получил 7 боевых ранений. За мужество и доблесть, проявленные в боях, был награжден 2 "Орденами Красной Звезды", медалью "За Отвагу", медалью "За взятие Кенигсберга" (ныне Калининград) и удостоен "Благодарственным письмом" от Верховного Главнокомандующего ВС СССР И.В.Сталина.
- Табасаранский Гаджимурад Беглярович — участник ВОВ, командир разведки 1 артдивизиона, 28 августа 1942 г. под Ржевом командовал взводом из 23 добровольцев, штурмовавших высоту 198,2. Спустя 3-е суток, находясь на территории, занятой врагом, в рукопашном бою лично уничтожил немецкого офицера и захватил его планшет с ценной картой расположения частей вермахта на участке фронта. Представлен к награждению орденом Боевого Красного Знамени. 18 декабря 1942 г. по приказу командира артполка он с группой разведчиков на танке скрытно выдвинулся на небольшую высотку, с которой успешно вел целеуказание и корректировку огня артиллерии. В этом бою он получил тяжелое осколочное ранение тазобедренного сустава. Умер 20 февраля 2010 г. Похоронен в Баку.[17]
- Мирза Усманов — 1914 г.р., ушёл добровольцем на фронт в начале войны, в 1943 г. попал в плен, из которого был освобождён только к концу войны. Награждён орденом Отечественной войны 2-й степени, медалями. Работал заведующим ОТФ совхоза «Табасаранский».[18]
- Алиханов Вурдихан - 1915 г.р., призван 27.06.1940 г., рядовой. Стрелок 786 стрелкового полка 155 стрелковой дивизии. Пропал вез вести в феврале 1942 г. под Ржевом.
- Зульфикаров Гюльахмед Зульфикарович — 1912 г.р., призван на фронт в 1941 г. Воевал в пехотных частях на Донском фронте.[19]
- Керимов Гюлали — 1921 г.р., рядовой.[20]
- Сефиев Бейтулла — 1918 г.р., рядовой, награждён медалью: «За боевые заслуги».[21]
- Таибов Абас Хаирович — 1921 г.р., призван в 1943 г., рядовой.[22]
- Ферзалиев Тарикули — 1909 г.р., призван в 1942 г., рядовой.[23]

### Ремесленники
- Аьбдул — мастер по железу, из тухума Аьрхяр.
- АьлитI — мастер по камню.

### Деятели науки и образования
- Раджабов Агомагомед Курбанович — ученый, доктор с/х наук, профессор, зав. кафедрой "Плодоводства и виноградарства", декан факультета "Садоводства и ландшафтной архитектуры" РГАУ-МСХА имени К.А. Тимирязева. Лауреат Премии Правительства РФ в области науки и техники за 2002 г.[24]
- Ахмедпашаев Аличубан Алихович - учитель, заведующий учебной частью. Заслуженный учитель Дагестанкой АССР.

### Деятели культуры
- Мирзакеримов Мирзафер — поэт, из тухума Керимдиндар.
- Джафаров Агалар Загирбекович — поэт, член Союза писателей России, заслуженный работник культуры РД, один из ведущих дагестанских поэтов, пишущих на русском языке.[25][26]

### Общественные деятели
- Сеферов Мягьмуд — спасший народ от голода, из тухума Жабхар.[27]
- Алиев Абдуриза Асланович — 1934 г.р., военный, после демобилизации работал учителем Тинитской СШ, а после директором Турагской восьмилетней школы, генеральный директор коврового объединения, один из основателей детского учреждения для ковровщиц КПО «Табасаран»[28], также работал помощником главы администрации Табасаранского района. Ветеран труда. Имеет награды:  «За участие в сборе колосьев во время ВОВ», медали:  «За доблестный труд в ВОВ 1941—1945 гг.». Заслуженный работник муниципальной службы республики Дагестан.[29]

### Жертвы политических репрессий
- Гуди — кулак, умер в тюрьме.
- Акимов Нажмутдин — выслан как кулак 28 сентября 1936 г. Реабилитирован 6 сентября 1993 г.[30]
- Акимов Новрузбек — выслан как кулак 28 сентября 1936 г. Реабилитирован 6 сентября 1993 г.[30]
- Ахмедханов Абдулмуслим — выслан как кулак 28 сентября 1936 г. Реабилитирован 9 марта 1993 г.[31]
- Ахмедханов Сарухан — выслан как кулак 28 сентября 1936 г. Реабилитирован 9 марта 1993 г.[31]
- Ахмедханова Гафисат — раскулачена и выслана 28 сентября 1936 г. Реабилитирована 9 марта 1993 г.[31]
- Ахмедханова Нагибат — раскулачена и выслана 28 сентября 1936 г. Реабилитирована 9 марта 1993 г.[31]
- Ахмедханова Райганат — раскулачена и выслана 28 сентября 1936 г. Реабилитирована 9 марта 1993 г.[31]
- Ахмедханова Халум — раскулачена и выслана 28 сентября 1936 г. Реабилитирована 9 марта 1993 г.[31]
- Акимова Эфрис — раскулачена и выслана 28 сентября 1936 г. Реабилитирована 6 сентября 1993 г.[32]

## Разрушенные села
Ванихъ — на север 1,5 км. Вакдихъ — на юг 1 км. Варта - на юго-восток 2,5 км. Гурдаригъ — на восток 1,5 км.